# Kuppelwies

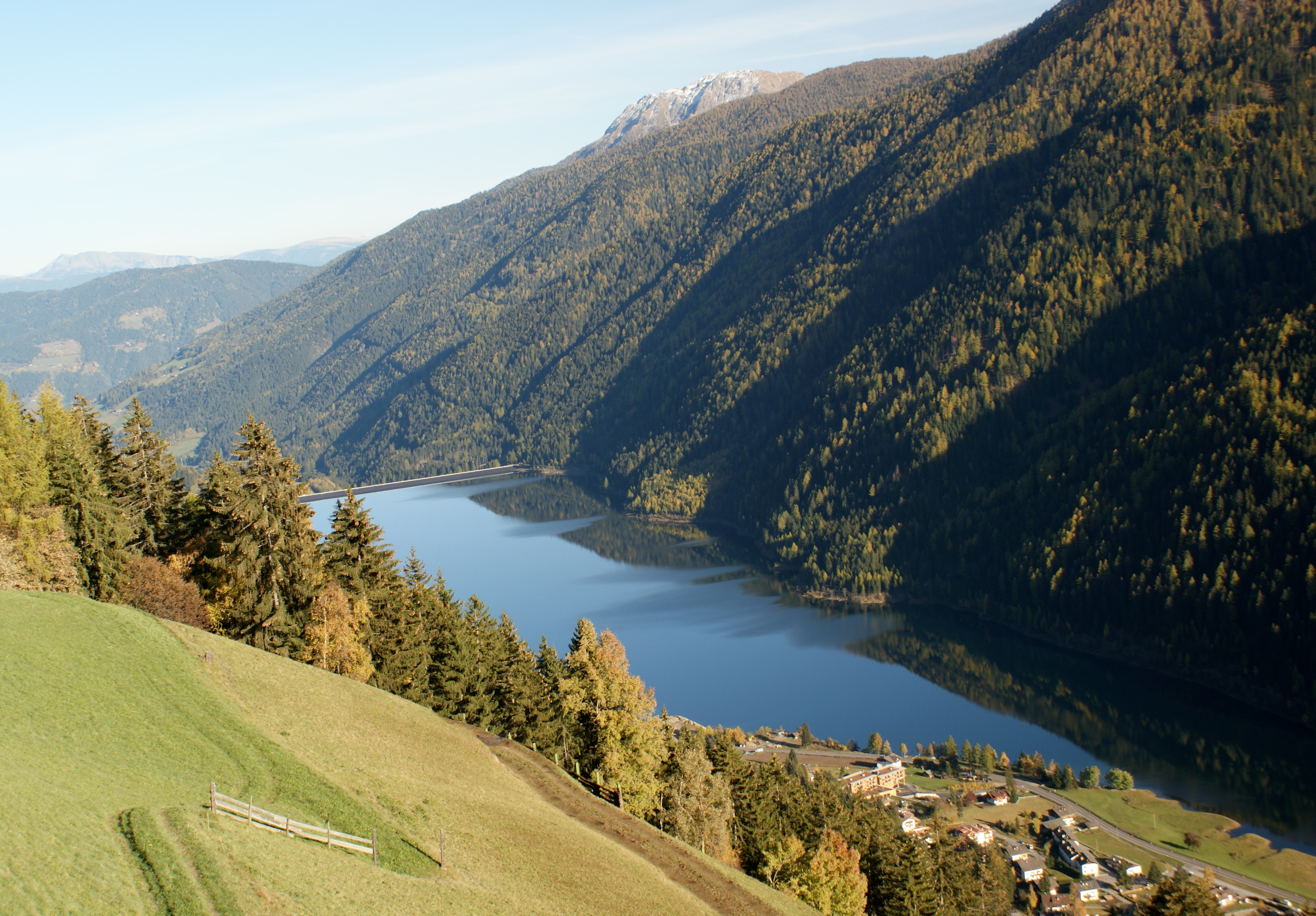
Kuppelwies (rechts unten) am Zoggler-Stausee

Kuppelwies ist eine Fraktion der Gemeinde Ulten in Südtirol (Italien). Die Ortschaft liegt auf 1153 m Höhe im waldreichen Ultental, das von hohen Bergen der Ortler-Alpen umgeben ist. 
Im Südwesten weiter talaufwärts liegt St. Nikolaus, im Nordosten weiter talabwärts St. Walburg. Kuppelwies liegt am oberen, westlichen Ende des Zoggler-Stausees. Hier befindet sich die Talstation der Schwemmalm-Kabinenbahn.